# 강호영웅
《강호영웅》(중국어: 江湖英雄)는 1984년 개봉한 홍콩 영화이다.

## 출연
- 임청하 - 운아
- 정소추 - 위개
- 얼퉁성 - 성공공

## 한국판 성우진(KBS) (1996년 8월 31일)
- 권희덕 - 운아(임청하)
- 유동현 - 위개(정소추)
- 구자형 - 노장(얼퉁성)
- 안종국 - 성공공(한영걸)
- 안종익 - 술꾼(마장)
- 임성표 - 자객(왕협)
- 박상훈 - 박기천(오원준)
- 차명화 - 서역 공주(진옥매)
- 김순영 - 봉하(모만수)